# Зелёный, Денис Андреевич
Дени́с Андре́евич Зелёный (укр. Денис Андрійович Зелений; 27 февраля 1996, Шостка — 8 мая 2024, Луганская область) — украинский военнослужащий, старший лейтенант, участник российско-украинской войны. Герой Украины (2025, посмертно).   

## Биография
Родился в городе Шостка Сумской области. Окончил среднюю школу № 1 в родном городе. В 2018 году завершил обучение на кафедре психологии Военного института Киевского национального университета имени Тараса Шевченко.
До начала полномасштабного вторжения России в Украину в 2022 году работал менеджером в киевском кафе сети Honey.
С началом войны добровольно вступил в ряды Национальной гвардии Украины. Служил офицером секции оперативного планирования батальона «Хорив» 1-й президентской бригады оперативного назначения «Буревий» Национальной гвардии Украины. 
Зелёный стал известен благодаря созданию одного из самых известных снимков выжженного Серебрянского леса в Луганской области, а также вирусному видео с фразой «Ду ю спик паски?», которое приобрело популярность в социальных сетях. 
Погиб 8 мая 2024 года в ходе боевых действий на Лиманском направлении. Похоронен на Берковецком кладбище в Киеве.

## Награды
- Звание «Герой Украины» с удостоением ордена «Золотая Звезда» (26 февраля 2025, посмертно) — за личное мужество и героизм, проявленные в защите государственного суверенитета и территориальной целостности Украины, верность военной присяге[5].